# Stonington, Illinois
Stonington är en ort i Christian County, Illinois, USA.